# Трикутник Кало
Трикутник Кало́, міхорово-печінковий трикутник, печінково-міхуровий трикутник (лат. trigonum cystohepaticum) — це загальноприйнятий хірургічний орієнтир, який обмежує жовчний міхур. Бічні його стінки утворені загальною печінковою протокою і протокою жовчного міхура, а в його основі лежить права гілка власної печінкової артерії.

## Значення в медицині
Трикутником Кало користуються хірурги при операції холецистектомії (видалення жовчного міхура), у процесі хірургічного лікування холециститу.

## Історія
Названий за автором французького хірурга Жана-Франсуа Кало́ (Jean-François Calot), який описав цей трикутник у 1891 р.

## Методи видалення жовчного міхура
Натягують печінково-дванадцятипалокишкову зв'язку і видаляють міхур, дотримуючись зони трикутника Кало. Якщо ж камені великі або інфільтрат присутня видалення проводиться від дна міхура, там, де знаходиться трикутник Кало. Це досить травматичний метод, який призводить до втрати великої кількості крові і дає можливість дрібним конкрементам потрапити в загальну жовчну протоку.